# Dave Boyes
David Michael "Dave" Boyes (født 26. august 1964 i St. Catharines, Canada) er en canadisk tidligere roer.
Boyes var med i den canadiske letvægtsfirer, der vandt sølv ved OL 1996 i Atlanta, første gang disciplinen var med på OL-programmet. Båden bestod desuden af Brian Peaker, Jeffrey Lay og Gavin Hassett. Canadierne blev i finalen kun besejret af Danmark, der vandt guld, mens USA tog bronzemedaljerne. Han deltog ikke i andre udgaver af OL.
Boyes vandt desuden en VM-guldmedalje i letvægtsotter ved VM 1993 i Tjekkiet.

## OL-medaljer
- 1996:  Sølv i letvægtsfirer